# Flickan i frack
För andra betydelser, se Flickan i frack (olika betydelser).
Flickan i frack är en kort roman av den svenske författaren Hjalmar Bergman från 1925. 

## Handling
En underhållande bagatell, som skildrar hur en ung flicka klär sig i frack under en studentbal i Wadköping, vilket orsakar en smärre skandal – med påföljande dråpliga konsekvenser – i den trånga småstaden.
Romanen har filmatiserats två gånger, först som stumfilm 1926, och sedan som färgfilm 1956.